# Wesson (Mississippi)
Pour les articles homonymes, voir Wesson.
Wesson est une ville américaine située dans les comtés de Copiah et de Lincoln, dans le Mississippi. Selon le recensement de 2020, sa population est de 1 833 habitants.